# Дијализа
Дијализа (гр. диалусис; диа - кроз и лусис - лабављење), у медицини, је процес који се користи да се замени функција бубрега код њихове дисфункције. Дијализа може у већој мери заменити екскреторну функцију бубрега, али не и њихову ендокрину функцију.
Дијализа представља дифузију растворених твари и ултрафилтрацију течности кроз полупропусну мембрану.

## Типови дијализе
Постоје два основна типа дијализе:
- Хемодијализа
- Перитонеална дијализа

## Психолошки аспекти дијализе
Пацијент на дијализи може се осећати ускраћеним у многим аспектима живота. Тешко подносе чињеницу да су постали зависни од апарата и зависни од лекара. Њихово животно – свакодневно време је већ искомпликовано и самом организацијом превоза до дијализе. Термини дијализе утичу на остало слободно време, радно време и школовање.
Особа на дијализи је изложена високим материјалним трошковима, живот се компликује и свако померање ван места боравка условљава дијализа. Старије особе постају зависне од својих укућана. Код пацијената на дијализи чест је осећај кривице и незадовољства, свакодневне обавезе и рутина се мењају, остатак породице преузима обавезе болесног члана. Пацијенти који иду на дијализу суочени су са телесним губицима и променом изгледа. Деца на дијализи се могу осећати одбаченом од стране вршњака. Тинејџери и адолесценти који су у потрази за идентитетом, самосталношћу и телесним изгледом одједном схватају да се налазе у ситуацији којом не могу да владају.
Људи на дијализи постају депримирани, повучени и недружељубиви. Психолошки проблеми пацијената се смањују, не само побољшањем квалитета дијализе већ и побољшањем целокупног квалитета живота пацијента. Окружење у ком пацијент живи и ради требало би да остане непромењено, али да сви у његовој околини буду свесни да му је живот стално угрожен.
Прилагођавање на дијализу представља дуготрајан процес, који се одвија у неколико стадијума (Рајхман, Леви):
1. раздобље меденог месеца
2. раздобље разочарања и обесхрабрености
3. раздобље дуготрајног прилагођавања